# Leander-klass (kryssare)
Leander-klass var en klass av lätta kryssare som byggdes för Royal Navy mellan 1930 och 1935, som tjänstgjorde under andra världskriget. Alla fartyg i klassen fick namn hämtade ur den grekiska mytologin, de tre fartygen i underklassen Amphion fick senare namn efter australiska städer efter att dessa hade sålts till Australiens flotta.

## Fartyg i klassen

### Leander

#### HMSLeander(75)
Påbörjad: 18 februari 1930, Sjösatt: 24 september 1931, Tagen i tjänst: 24 mars 1933, Avrustad: 31 januari 1947

Fartyget namngavs efter Heros älskare Leander och sjösattes den 24 september 1931 från Dockyard Devonport. Togs i tjänst den 24 mars 1933 i Home Fleets 2nd Cruiser Squadron, innan andra världskrigets utbrott så överfördes kryssaren till New Zealand Division. Efter att ha tjänstgjort som konvojeskort i Stilla havet och Indiska oceanen så överfördes Leander den 16 maj 1941 till Mediterranean Fleet. När Royal New Zealand Navy skapades den 1 oktober 1941 så lånades kryssaren ut som HMNZS Leander, hon återlämnades den 27 augusti 1945. 1943 så återvände kryssaren till Stilla havet. Den 13 juli 1943 så fick Leander och de två amerikanska kryssarna USS St. Louis och USS Honolulu, som tillsammans med tio jagare utgjorde Task Group 36.1, radarkontakt med den japanska kryssaren Jintsū som åtföljdes av fem jagare. I det efterföljande Slaget vid Kolombangara så sänktes den japanska kryssaren medan Leander skadades svårt av en Typ 93 torped och kom inte att tjänstgöra mer under kriget.

#### HMSOrion(85)
Påbörjad: 26 september 1931, Sjösatt: 24 november 1932, Tagen i tjänst: 18 januari 1934, Avrustad: 5 juli 1946

Fartyget namngavs efter den jättelike jägaren Orion i grekisk mytologi och sjösattes den 24 november 1932 från Dockyard Devonport. Togs i tjänst den 18 januari 1934 i Home Fleet men överfördes 1937 till 8th Cruiser Squadron tillhörande North America and West Indies Station. I maj 1940 så anlände Orion till Alexandria för att tjänstgöra i 7th Cruiser Squadron, Mediterranean Fleet. Deltog i Slaget om Kalabrien och Slaget vid Kap Matapan. Orion deltog i anfallet mot den sjöburna delen av den tyska invasionsstyrkan på väg mot Kreta den 21 maj 1941. Den 28 maj återvände kryssaren till Kreta för att deltaga i evakueringen av allierade trupper. Dagen därpå seglade hon med 1 900 soldater ombord mot Alexandria, under resan utsattes hon för häftiga flyganfall och A-tornet samt överbyggnaden fick flera träffar som krävde 360 dödsoffer. Efter tillfälliga reparationer i Alexandria seglade kryssaren till San Francisco för fullständiga reparationer. Deltog sedan i kustbeskjutningen av mål kring Gold Beach inför landstigningen i Normandie.

#### HMSNeptune(20)
Påbörjad: 24 september 1931, Sjösatt: 31 mars 1932, Tagen i tjänst: 23 februari 1934, Sänkt: 19 december 1941

Fartyget namngavs efter den romerska havsguden Neptunus och sjösattes den 31 mars 1932 från Portsmouth Royal Dockyard. Togs i tjänst den 23 februari 1934 och tillbringade den första tiden i 6th Cruiser Squadron i Sydatlanten. Den 18 december 1941 ledde kryssaren Force K i jakt på en konvoj med förnödenheter till den tyska Afrikakåren, utanför Tripoli gick styrkan i ett nyligen lagt minfält. Neptune som gick först i formationen gick på två minor och även de två övriga kryssarna HMS Aurora och HMS Penelope träffades av minor. Neptune träffade en tredje mina som slog ut alla propellrar och efter ha drivit i närmare tre timmar träffade hon en fjärde mina och sjönk hastigt, endast en besättningsman av 764 överlevde. De två andra kryssarna kunde ta sig tillbaka till Malta.

#### HMSAjax(22)
Påbörjad: 7 februari 1933, Sjösatt: 1 mars 1934, Tagen i tjänst: 15 april 1935, Avrustad: februari 1948, Skrotad: 1949

Fartyget namngavs efter den grekiska hjälte i Iliaden, Ajax och sjösattes den 1 mars 1934 från Vickers-Armstrongs varv i Barrow-in-Furness. Togs i tjänst den 15 april 1935 och skulle tjänstgöra i North America and West Indies Station men på grund av Abessinienkrisen överfördes kryssaren till Mediterranean Fleet i juni 1935 och stannade där till december innan hon korsade Atlanten för att börja den avsedda tjänsten. Vid utbrottet av andra världskriget så patrullerade hon utanför den södra atlantkusten av Sydamerika för att skydda handelssjöfarten. Tillsammans med HMS Exeter och HMS Achilles drabbade HMS Ajax den 13 december 1939 samman med det tyska fickslagskeppet Admiral Graf Spee utanför Uruguays kust i slaget vid Río de la Plata. I slaget träffades Ajax flera gånger av tysk eld och X och Y tornen slogs ut. Den tunga kryssaren Exeter blev svårt skadad och var tvungen att retirera, därmed lämnades de två lätta kryssarna att hålla vakt när Graf Spee sökte skydd i Montevideo. I tron att starkare brittiska flottstyrkor väntade valde tyskarna att borra sitt fartyg i sank. Deltog i  Slaget vid Kap Matapan. Deltog sedan i kustbeskjutningen av mål kring Gold Beach inför landstigningen i Normandie.

#### HMSAchilles(70)
Påbörjad: 11 juni 1931, Sjösatt: 1 september 1932, Tagen i tjänst: 10 oktober 1933, Såld: 5 juli 1948, Skrotad: 1976

Fartyget namngavs efter den grekiska hjälte i Iliaden, Akilles och sjösattes den 1 september 1932 från Cammell Lairds varv i Birkenhead. Togs i tjänst den 10 oktober 1933 i Home Fleet och tjänstgjorde där tills november 1935. I mars 1936 togs kryssaren i tjänst med en nyzeeländsk besättning och överfördes till New Zealand Division. Vid utbrottet av andra världskriget så patrullerade hon utanför den södra stilla havskusten av Sydamerika för att skydda handelssjöfarten. Tillsammans med HMS Exeter och HMS Ajax drabbade HMS Achilles den 13 december 1939 samman med det tyska fickslagskeppet Admiral Graf Spee utanför Uruguays kust i slaget vid Río de la Plata. När Royal New Zealand Navy skapades den 1 oktober 1941 så lånades kryssaren ut som HMNZS Achilles, hon återlämnades den 17 september 1946. Resten av kriget tillbringade kryssaren i Stilla havet. Såldes till den Indiska flottan den 5 juli 1948, där hon togs i tjänst som INS Delhi och skrotades först 1976.

### Amphion-klass
De tre sista fartygen fick en modifierad konstruktion med två separata maskinrum med varsin skorsten. Detta innebar en ökad redundans genom att de två maskinrummen var oberoende av varandra och hela maskineriet därmed inte kunde slås ut på en gång.

#### HMASPerth(D29)
Påbörjad: 26 juni 1933, Sjösatt: 27 juli 1934, Tagen i tjänst: 6 juli 1936, Sänkt: 1 mars 1942

Sjösattes som HMS Amphion (29) den 27 juli 1934 från Portsmouth Royal Dockyard, namngiven efter kungen av Thebe i grekisk mytologi, Amphion. Kryssaren tog i tjänst den 6 juli 1936 och tillhörde under flera år North America and West Indies Station. 1939 såldes hon till Australiens flotta och togs i tjänst den 29 juni 1939 som HMAS Perth (D29). På grund av krigsutbrottet så stannade kryssaren kvar i Västindien till mars 1940 då hon för första gången seglade till Australien. Den 24 december 1940 så avlöste hon systerfartyget HMAS Sydney  i 7th Cruiser Squadron, Mediterranean Fleet. Perth deltog i Slaget vid Kap Matapan i slutet av mars 1941 och evakueringen från Kreta. I augusti 1941 avlöstes hon av HMAS Hobart och återvände till Australien för översyn och ombyggnad. Därefter opererade hon i sydostasiatiska farvatten inför den väntande invasionen av Nederländska Ostindien som en del av en gemensam flottstyrka (ABDA) mellan USA, Storbritannien, Nederländerna och Australien. ABDA-styrkan utplånades i stort sett under Slaget vid Javasjön den 27 februari 1942, Perth och den amerikanska kryssaren USS Houston var de enda tyngre fartygen som undkom slaget. De båda fartygen hanns upp av japanska fartyg i Sundasundet. I strid med överlägsna japanska styrkor sänktes Perth den 1 mars 1942 under Slaget vid Sundasundet.

#### HMASHobart(D63)
Påbörjad: 15 augusti 1933, Sjösatt: 9 oktober 1934, Tagen i tjänst: 13 januari 1936, Avrustad: 20 december 1947, Skrotad 1962

Sjösattes som HMS Apollo (63) den 9 oktober 1934 från Dockyard Devonport, namngiven efter Apollon ljusets gud i grekisk mytologi. Kryssaren tog i tjänst den 13 januari 1936 och tillhörde fram till 1938 North America and West Indies Station. 1938 såldes hon till Australiens flotta och togs i tjänst den 28 september 1938 som HMAS Hobart (D63). Början av kriget tillbringade kryssaren i Röda Havet och Medelhavet men efter den japanska krigsförklaringen i december 1941 kallades hon tillbaka till Australien. I början av maj 1942 deltog kryssaren i Slaget om Korallhavet som kom att innebära slutet för de japanska planerna på att invadera Port Moresby. I augusti 1942 tillhörde kryssaren de örlogsstyrkor som understödde landstigningarna på Guadalcanal. På kvällen den 20 juli 1943 torpederades Hobart av en japansk ubåt utanför Espiritu Santo, skadorna var så omfattande att reparationerna pågick till 1945. Kryssaren återvände i tjänst under början av 1945 och deltog i ett antal mindre landstigningsoperationer.

#### HMASSydney(D48)
Påbörjad: 8 juli 1933, Sjösatt: 9 oktober 1934, Tagen i tjänst: 24 september 1935, Sänkt: 19 november 1941

Kryssaren beställdes som HMS Phaeton (48) med namnet efter solgudens son Faethon i den grekiska mytologin, men köptes under byggnadsarbetet av Australien och sjösattes som HMAS Sydney (D48) den 9 oktober 1934. Kryssaren togs i tjänst den 24 september 1935 och tillfördes 2nd Cruiser Squadron för att upprätthålla embargot mot Italien till följd av Abessinienkrisen. I augusti 1936 anlände kryssaren till Australien för första gången. Efter andra världskrigetsutbrott så återvände Sydney till Medelhavet i augusti 1940 för att tjänstgöra i  7th Cruiser Squadron, Mediterranean Fleet. I februari 1941 återvände kryssaren till Australien och började patrullera i hemmavatten. På eftermiddagen den 19 november 1941 siktade Sydney ett oidentifierat handelsfartyg utanför Australiens västkust vid Carnarvon och tog upp förföljandet. På anmodan att identifiera sig så uppgav fartyget sitt namn som det nederländska fartyget Straat Malakka men misslyckades att uppge fartygets hemliga lösen då fartyget i själva verket var den tyska hjälpkryssaren Kormoran. När Kormorans bluff avslöjades så öppnade båda fartygen eld, Sydneys första salva hade ingen verkan medan den tyska salvan slog ut bryggan och eldledningen, samt skadade de förliga tornen på Sydney. Detta tystade Sydneys kanoner för en tid medan Kormoran fortsatte skjuta. När Sydneys X-torn började skjuta igen så slog man ut maskinerna på Kormoran. Strax därefter träffade en tysk torped Sydney i höjd med A-tornet som knäckte skrovet. Den brinnande Sydney drog sig ur striden men sjönk senare och tog besättningen med sig i djupet. Den skadade Kormoran sänktes av sin egen besättning.